# Minna Beckmann-Tube

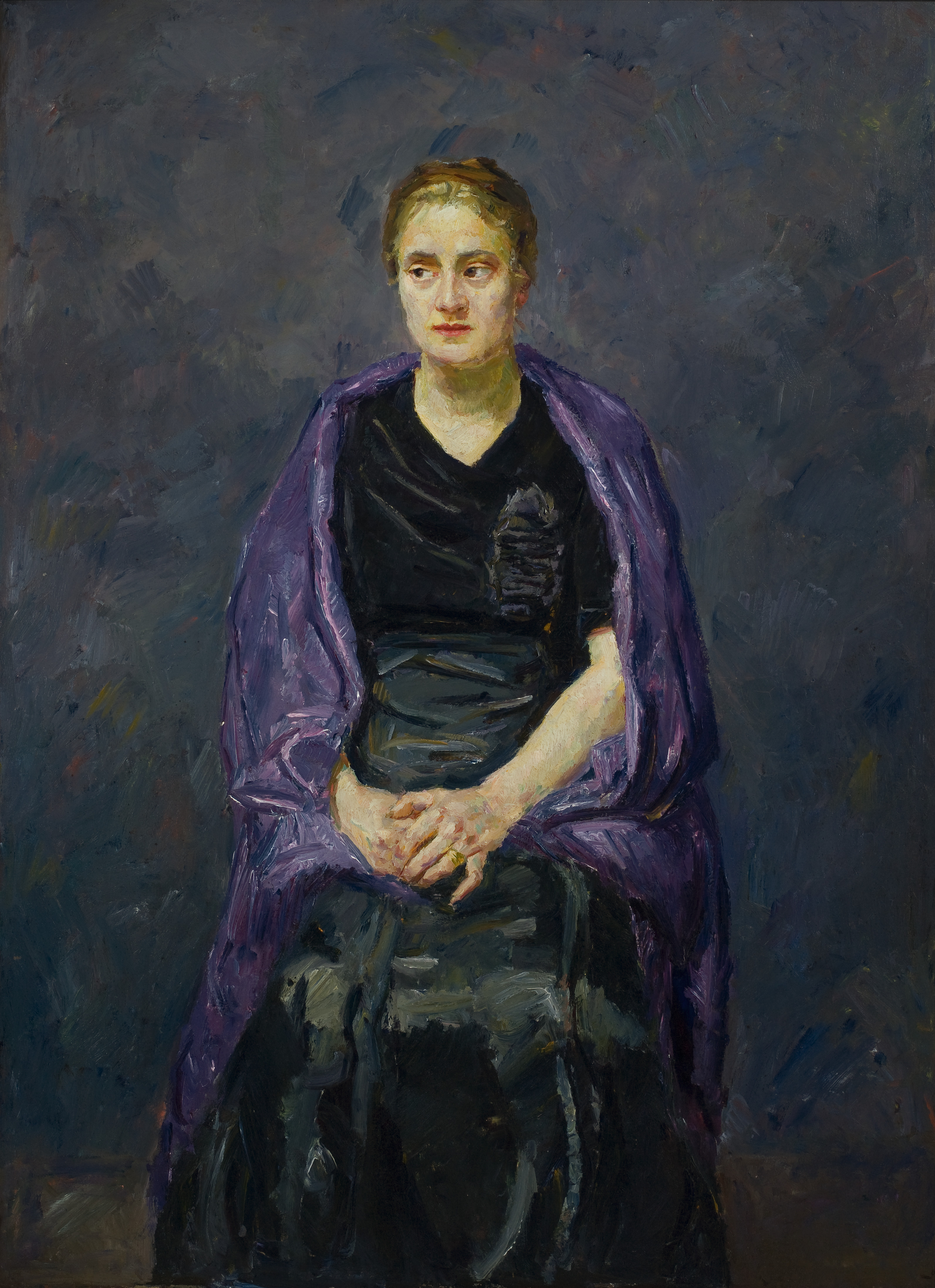
Minna Beckmann-Tube en un retrato de Max Beckmann, Retrato de visón con chal violeta (1910), Museo de Arte de Saint Louis

Minna Beckmann-Tube (Metz, 5 de julio de 1881-Gauting, 30 de julio de 1964) de soltera Minna Tube, fue una pintora y cantante de ópera alemana. Es conocida como la primera esposa del pintor y dibujante Max Beckmann.

## Biografía
Hija de un capellán militar protestante,  nació en Metz,  entonces ciudad alemana. Posteriormente, su familia se mudó a Posen, Danzig y Altenburg. Desde muy joven quiso ser pintora. Conoció al dibujante y pintor Max Beckmann en 1903 en la Escuela de Arte Gran Ducal Sajona de Weimar. Desarrolló su obra pictórica, poco conocida.  En 1906 se casó con Beckmann y al año siguiente ambos se trasladaron a Berlín-Hermsdorf .  Ella misma se encargó de la decoración interior de su nuevo hogar, moderno y funcional, pero incluso antes de nacer su hijo Peter en 1907, estaba buscando una alternativa a la pintura. 
Tras dejar la pintura, tomó lecciones de canto. En 1912 actuó como soprano o mezzosoprano  en el escenario, y más tarde   actuó en Elberfeld, Dessau y Chemnitz. De 1918 a 1925 trabajó para la Ópera de Graz en Austria, donde interpretó los papeles de Brünnhilde, Freya, y también Venus e Isolda en las óperas de Richard Wagner.  En aquella época, la pareja vivía entre Berlín, Frankfurt y Graz. Se divorciaron en 1925 y Beckmann se casó un año más tarde con Mathilde Kaulbach, la hija del pintor Friedrich August von Kaulbach .
Tras el divorcio, Minna continuó su carrera como cantante, pero mantuvo relación con  Max Beckmann del resto de su vida. En 1945, ante el avance de los ejércitos americano y soviético, se refugió en Gauting, en Baviera. Allí fundó en 1951 la asociación Max Beckmann, en homenaje a su primer marido. 
Max Beckmann la representó en muchas de sus pinturas, sin embargo no han quedado grabaciones sonoras de  Minna Tube. 

## Obras
- Großmutter Tube und Enkel Peter, ( La abuela Tube y nieto Peter) 1914, óleo sobre lienzo
- Selbstbildnis mit Sohn Peter (Autorretrato con su hijo Peter), c. 1915, óleo sobre lienzo
- Jünglingsportät (Peter Beckmann) (Retrato de un joven,, Peter Beckmann), c. 1923, óleo sobre lienzo
- Bildnis Peter Beckmann, 1933, óleo sobre lienzo
- Bildnis Maja Beckmann, 1950, óleo
- Bildnis Mayen Beckmann, 1954, óleo sobre lienzo